# بنك فنلندا

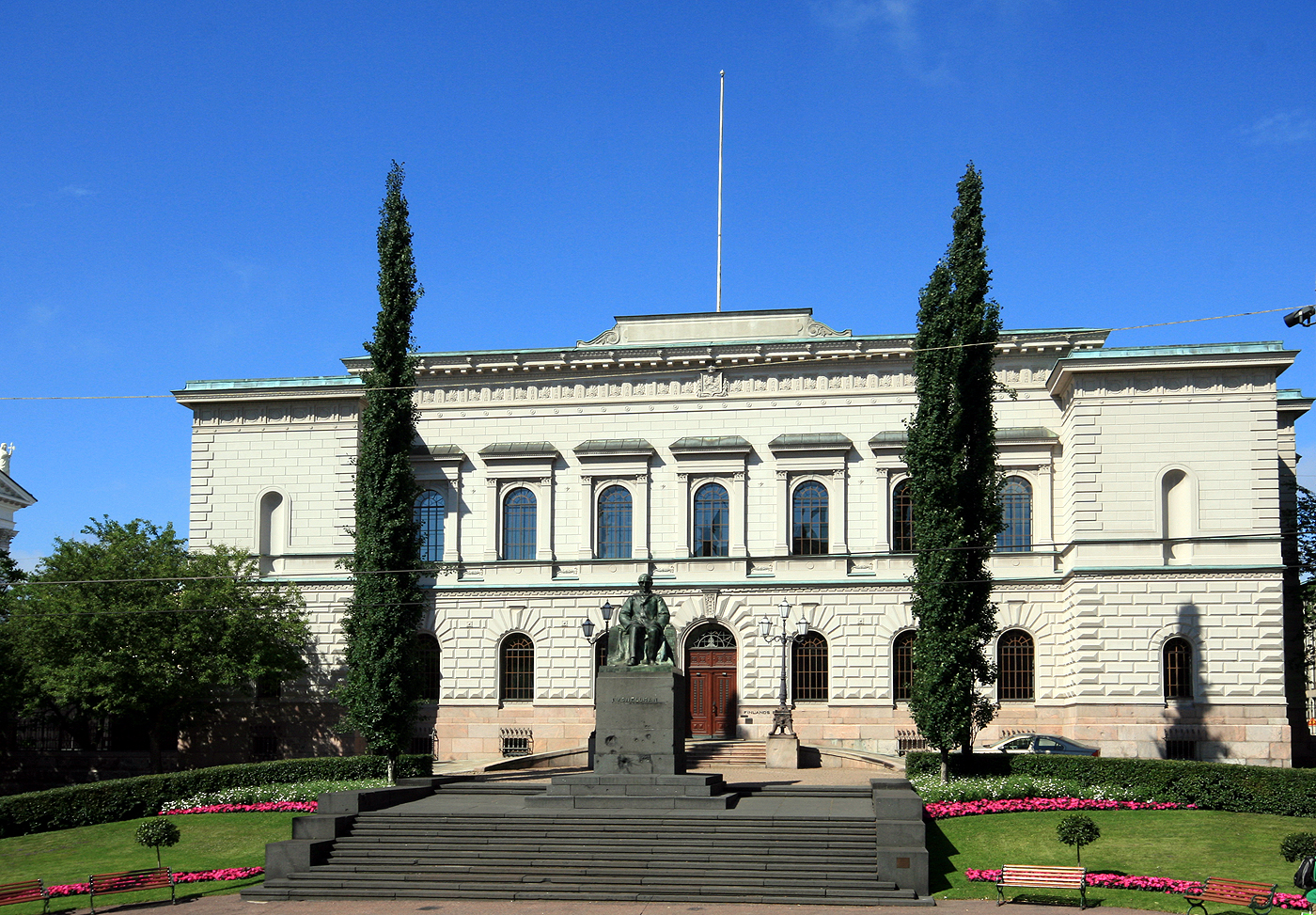
مصرف فنلندا.

مصرف فنلندا (بالفنلندية: Suomen Pankki، بالسويدية: Finlands Bank) هو المصرف المركزي في فنلندا. وهو رابع أقدم مصرف مركزي في العالم.
أسس ألكسندر الأول امبراطور روسيا مصرف فنلندا في 1 مارس عام 1812 في مدينة توركو. وفي عام 1819 تم نقله إلى هلسنكي. أنشأ البنك الدولي نظم ماركا الفنلندية حتى اعتمدت فنلندا اليورو عملةً لها في سنة 1999.